# Monastère du bois de la Croix de Pidkamine
Le monastère des dominicain de Pidkami  est un bâtiment classé de la ville de Pidkamin en Ukraine.
Il y a été fondé par Hyacinthe de Cracovie qui fuyait, en 1240, les mongols qui assiégeaient Kiev.

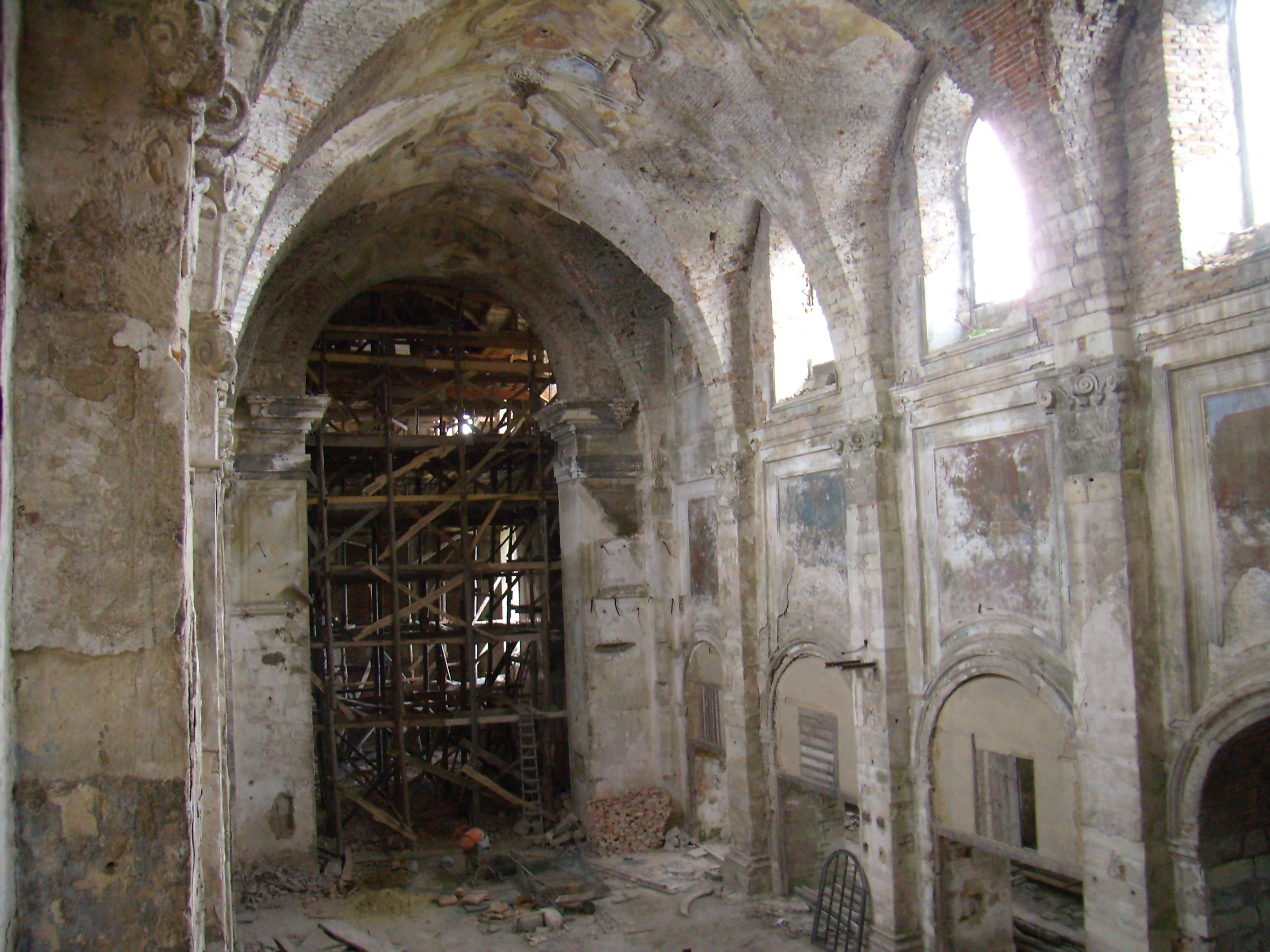
L'église de l'Assomption classée[2], intérieur.
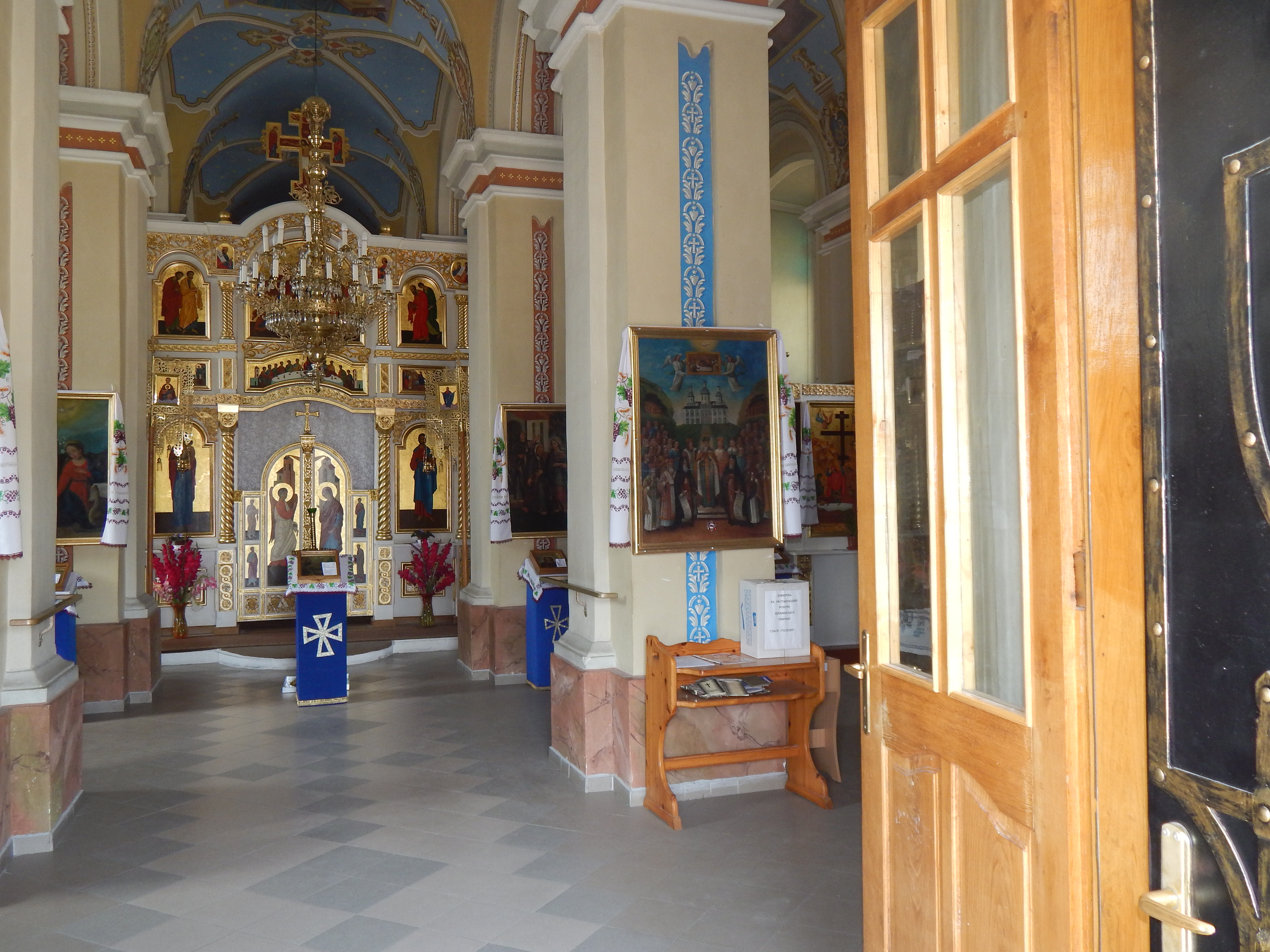
iconostase,
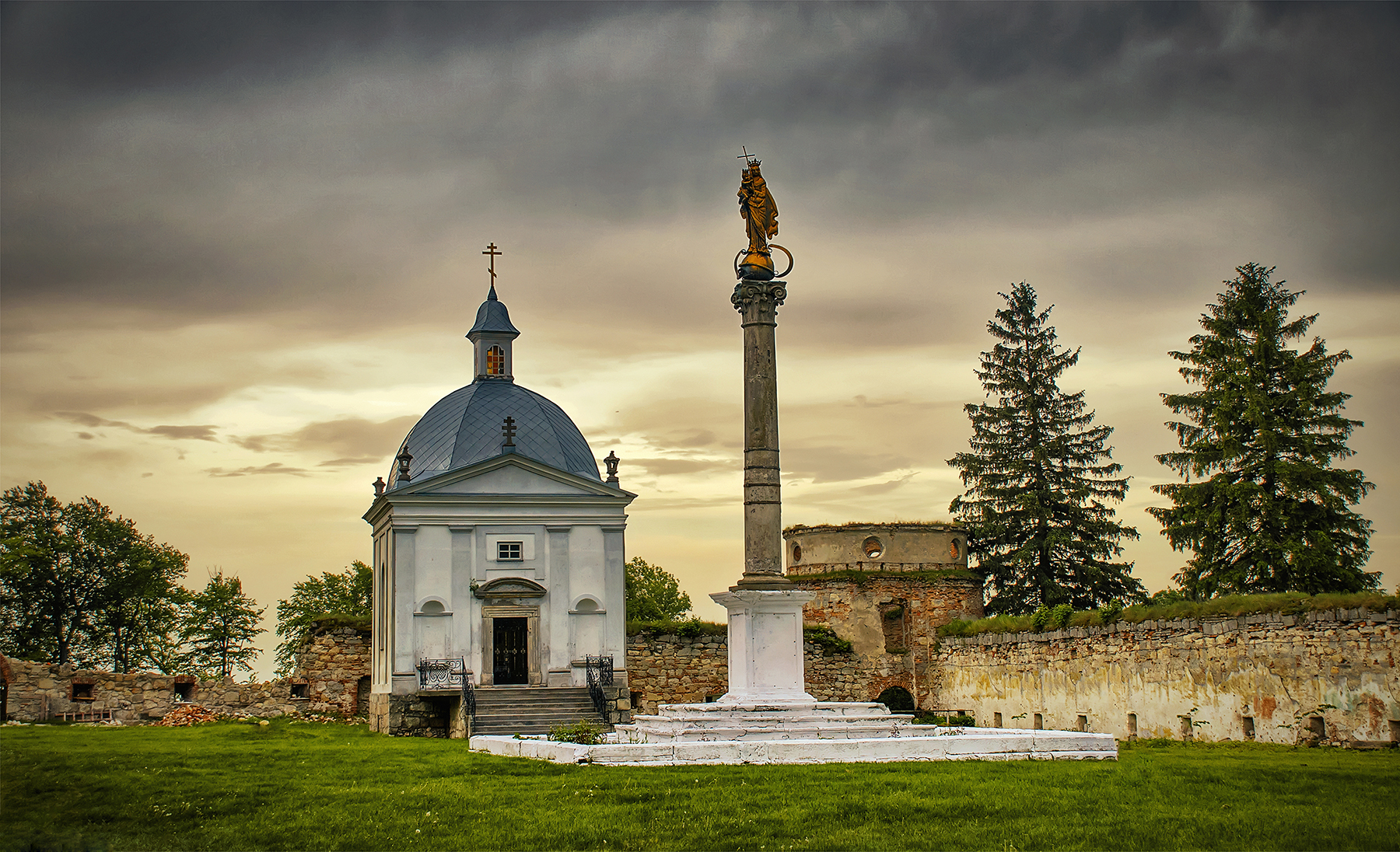
chapelle et colonne classée[3],
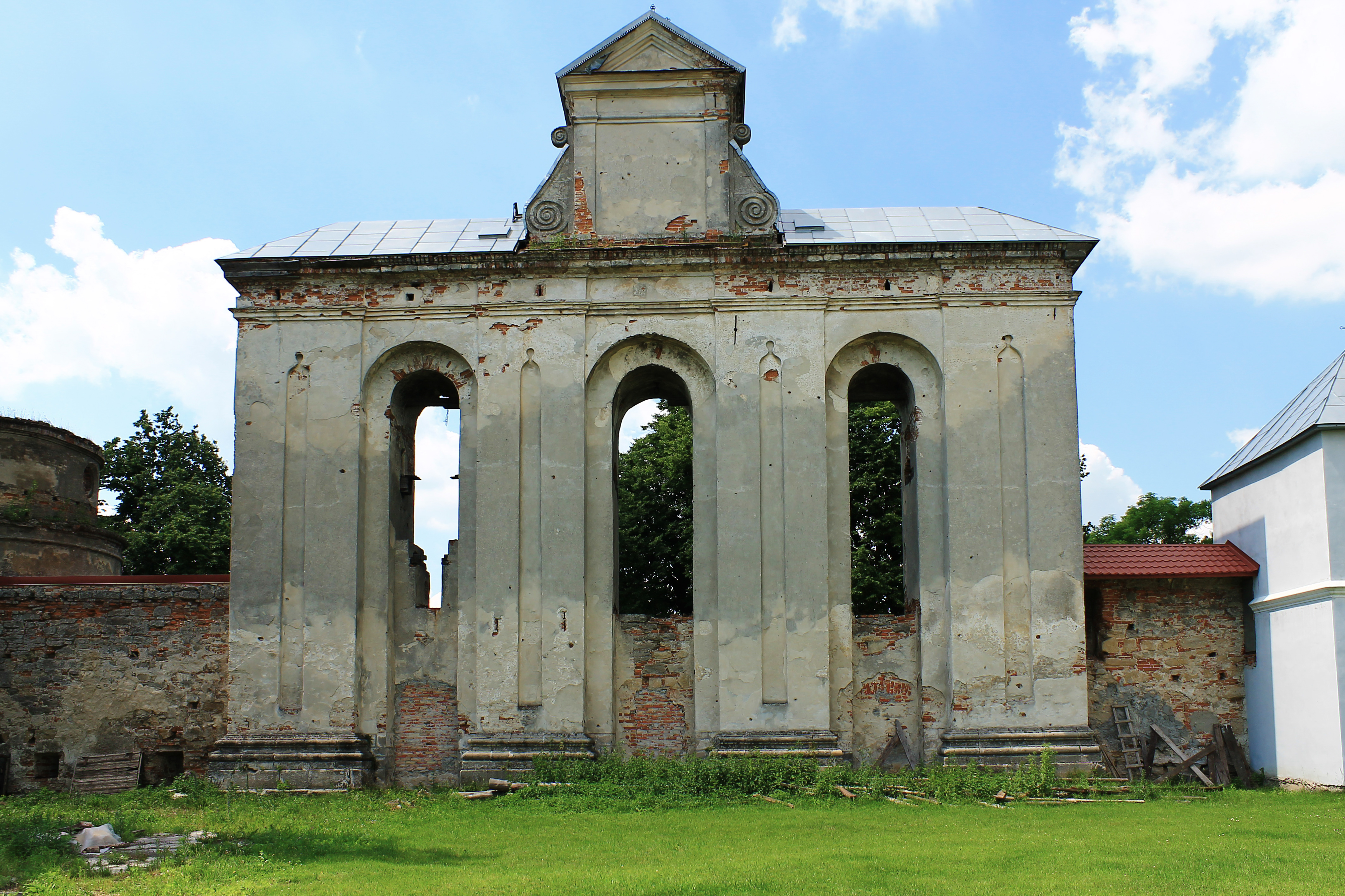
clocher,
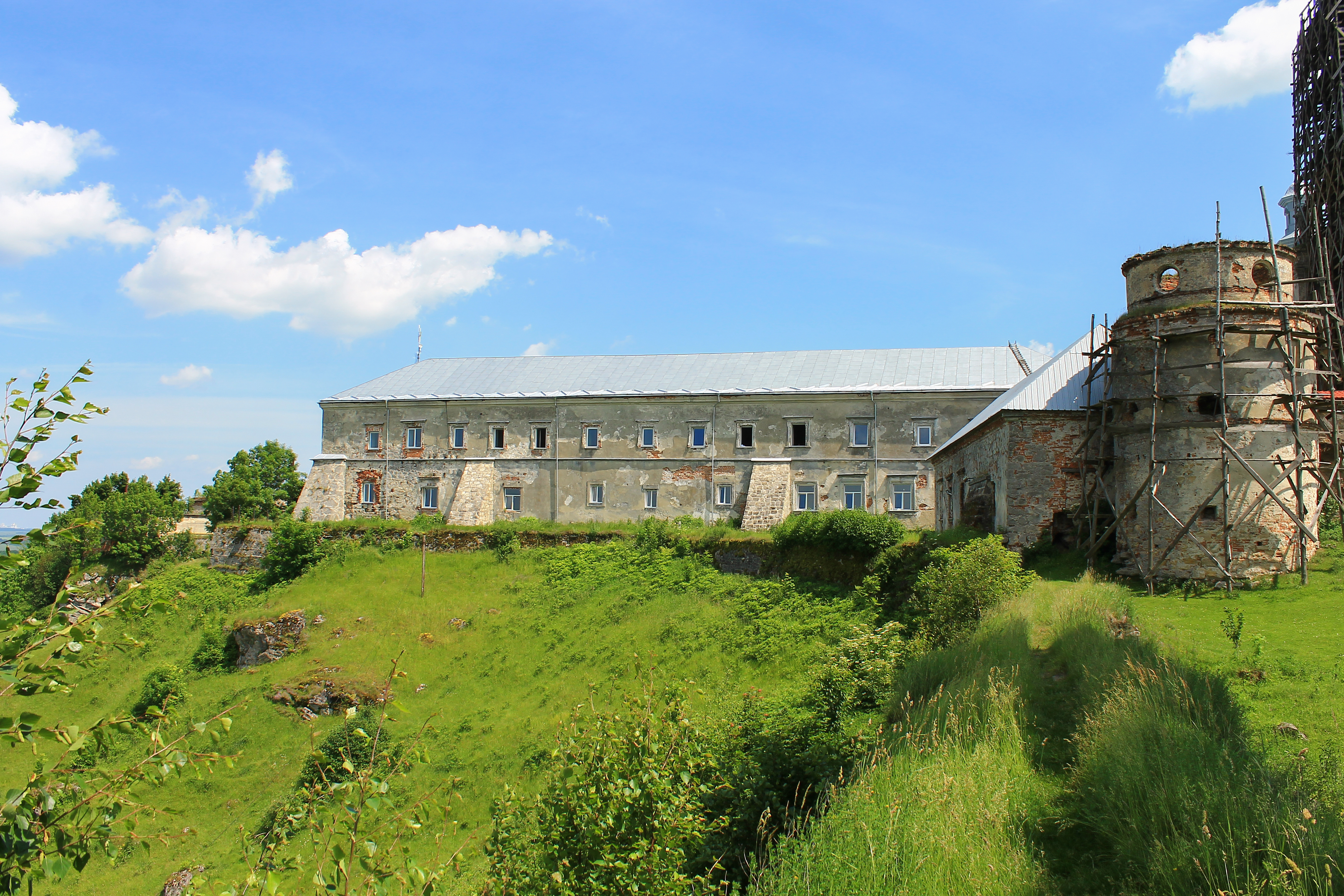
cellules des moines classée[4],
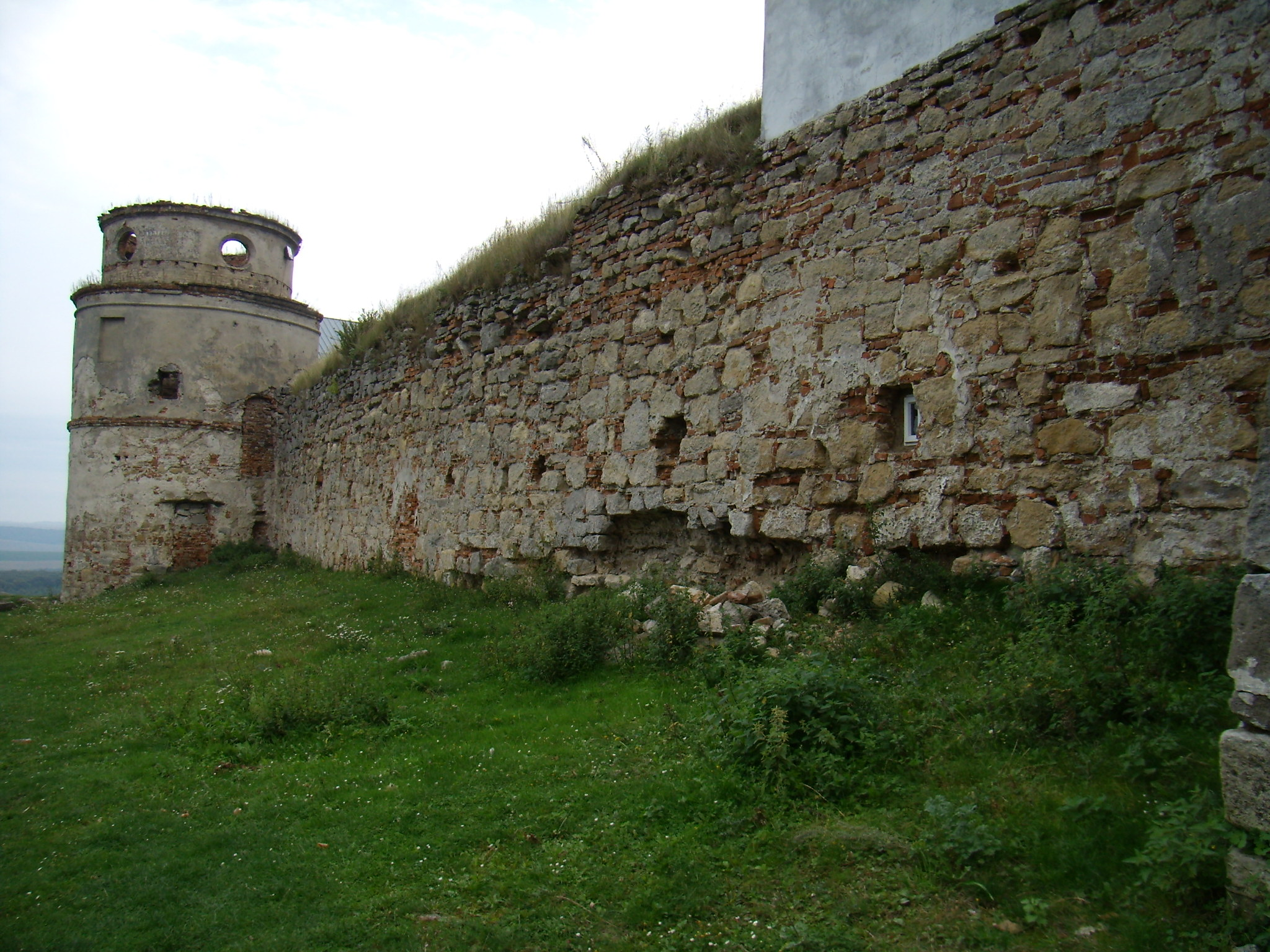
mur d'enceinte classée[5].